# Capitólio Estadual do Wisconsin
O Capitólio Estadual do Wisconsin (em inglês: Wisconsin State Capitol) é a sede do governo do estado do Wisconsin. Localizado na capital, Madison, foi incluído no Registro Nacional de Lugares Históricos em 15 de outubro de 1970, e declarado como Marco Histórico Nacional em 3 de janeiro de 2001.